# Уеймът
Уеймът (на английски: Weymouth) е крайбрежен град в южната част на област (графство) Дорсет, регион Югозападна Англия. Той е административен център на малката община Уеймът и Портланд. Населението на града към 2010 година е 51 130 жители.
Селището започва да изгражда името си на курорт още в края на 18 век, когато братът на крал Джордж III, херцогът на Глостър, си построява тук голяма резиденция. Оттогава, туризмът постепенно се превръща в основен икономически отрасъл за града. Освен мекия климат, Уеймът е отправна точка към намиращия се в непосредствена близост брегови район, известен като „Юрски бряг“ („Jurassic Coast“), който е част от световното природно наследство под егидата на ЮНЕСКО. Югозападно от града се намира и известния плаж Чесил Бийч, тясна естествена плажна ивица пресичаща водната повърхност успоредно на брега и на разстояние от сушата.
В залива Портланд, южно от Уеймът, е разположена модерната база на Националната плавателна академия, която ще домакинства ветроходните дисциплини на предстоящата лятна олимпиада през 2012 година в Лондон.

## География
Уеймът е разположен по западния бряг на едноименен залив към протока Ла Манш. Съвременният град е агломерирал (присъединил) в състава си прилежащите в северна посока селища Престън, Литълмор, Бродуей и Ъпуей, както и Уайк Риджис на юг. Всички те понастоящем са със статут на предградия. Към образуваната урбанизирана територия принадлежи и градчето Чикъръл, разположено в западно направление, което обаче попада в юрисдикцията на съседната община Западен Дорсет. На няколко километра в южна посока се намира остров Портланд, където са разположени останалите няколко селища принадлежащи към община Уеймът и Портланд.

## Население
С население от 51 130 жители към 2010 година, Уеймът е третият по големина град в графство Дорсет.
| Населението на Уеймът за периода 1971 – 2010 година |        |        |        |        |        |
| година                                              | 1971   | 1981   | 1991   | 2001   | 2010   |
| население                                           | 42 370 | 45 090 | 48 350 | 50 920 | 51 130 |
| Население: 1971 – 2010                              |        |        |        |        |        |

## Райониране
Уеймът е разделен на 12 района (квартали, предградия). Четири от тях обхващат територии северно от същинския град и включват бившите села Престън, Литълмор, Бродуей и Ъпуей.
Райони (квартали) на града:
| район           | на английски       | население (2001) |
| --------------- | ------------------ | ---------------- |
| Литълмор        | Littlemoor         | 3633             |
| Милкомб Риджис  | Melcombe Regis     | 5510             |
| Престън         | Preston            | 4863             |
| Рейдпол         | Radipole           | 3647             |
| Ъпуей и Бродуей | Upwey and Broadwey | 3665             |
| Уестхам Изток   | Westham East       | 3496             |
| Уестхам Север   | Westham North      | 4980             |
| Уестхам Запад   | Westham West       | 3458             |
| Уей Вали        | Wey Valley         | 3424             |
| Уеймът Изток    | Weymouth East      | 3518             |
| Уеймът Запад    | Weymouth West      | 5216             |
| Уайк Риджис     | Wyke Regis         | 5458             |